# Kathy Cook
Kathryn Jane „Kathy” Cook z domu Smallwood (ur. 3 maja 1960 w Winchesterze) – brytyjska lekkoatletka specjalizująca się w biegach sprinterskich, dwukrotna uczestniczka igrzysk olimpijskich w latach 1980 i 1984, trzykrotna brązowa medalistka olimpijska (Moskwa 1980 – w sztafecie 4 × 100 metrów oraz Los Angeles 1984 – w biegu na 400 metrów i w sztafecie 4 × 100 metrów).

## Finały olimpijskie
- 1980 – Moskwa
  - bieg na 100 m – 6. miejsce
  - bieg na 200 m – 6. miejsce
  - sztafeta 4 × 100 m – brązowy medal
- 1984 – Los Angeles
  - bieg na 200 m – 4. miejsce
  - bieg na 400 m – brązowy medal
  - sztafeta 4 × 100 m – brązowy medal

## Inne osiągnięcia
- 1977 – Donieck, mistrzostwa Europy juniorów – trzy brązowe medale (w biegach na 100 i 200 metrów oraz w sztafecie 4 × 100 metrów)[1]
- 1978 – Praga, mistrzostwa Europy – srebrny medal w sztafecie 4 × 100 m
- 1978 – Edmonton, igrzyska Wspólnoty Narodów – złoty medal w sztafecie 4 × 100 m
- 1981 – Bukareszt, uniwersjada – złoty medal w biegu na 200 m
- 1982 – Ateny, mistrzostwa Europy – dwa srebrne medale, w biegu na 200 m oraz w sztafecie 4 × 100 m
- 1982 – Brisbane, igrzyska Wspólnoty Narodów – dwa medale: złoty w sztafecie 4 × 100 m oraz srebrny w biegu na 200 m
- 1983 – Helsinki, mistrzostwa świata – dwa medale: srebrny w sztafecie 4 × 100 m oraz brązowy w biegu na 200 m
- 1986 – Edynburg, igrzyska Wspólnoty Narodów – cztery medale: złoty w sztafecie 4 × 100 m, dwa srebrne (w biegu na 200 m i w sztafecie 4 × 400 m) oraz brązowy (w biegu na 400 m)

## Rekordy życiowe
- bieg na 100 m – 11,10 – Rzym 05/09/1981
- bieg na 200 m – 22,10 – Los Angeles 09/08/1984 (2. wynik w historii Wielkiej Brytanii)
- bieg na 300 m – 35,46 – Londyn 18/08/1984 (rekord Wielkiej Brytanii)
- bieg na 400 m – 49,43 – Los Angeles 06/08/1984 (do 2013 rekord Wielkiej Brytanii)

Cook, razem z koleżankami z reprezentacji, była także rekordzistką kraju w sztafecie 4 × 400 metrów – 42,43 s (1980).
Jej mąż Garry Cook był również lekkoatletą, medalistą igrzysk olimpijskich w 1984 w sztafecie 4 × 400 metrów.